# Claudia Mori
Claudia Mori (* 12. Februar 1944 als Claudia Moroni in Rom) ist eine italienische Sängerin, Schauspielerin und Produzentin. Sie ist mit dem Sänger und Schauspieler Adriano Celentano verheiratet.

## Leben
Mori begann ihre Karriere im Showbusiness 1959 mit der Rolle der „Cerasella“ im gleichnamigen Musicarello (vergleichbar mit dem deutschen Schlagerfilm der 1960er Jahre) mit Mario Girotti alias Terence Hill. Mitte der 1960er Jahre wurde sie in Italien auch als Sängerin bekannt, meist zusammen mit ihrem Mann Adriano Celentano. Ein großer Hit wurde im Jahr 1967 das von Paolo Conte komponierte Lied La coppia più bella del mondo (Das schönste Paar der Welt), das sich sechs Wochen lang Platz 1 der italienischen Charts hielt. Mittlerweile als selbständige Sängerin und Schauspielerin national und international bekannt, gewann sie 1970 das Sanremo-Festival mit dem Lied Chi non lavora non fa l’amore (Wer nicht arbeitet, macht keine Liebe). Mit dem Lied Non succederà più (Es wird nicht mehr passieren) (Komponisten: Giancarlo Bigazzi/Claudia Mori), das sich auf eine Liebesaffaire ihres Mannes Adriano mit Ornella Muti beziehen soll und auf dem er als Backgroundsänger zu hören ist, hatte sie 1982 noch einmal einen internationalen Erfolg. In Italien war es vier Wochen Nummer 1 der Charts.
Seit den 1990er Jahren leitet sie die von ihrem Mann gegründete Produktionsfirma „Clan Celentano“. 2009 veröffentlichte sie die Doppel-CD Claudia Mori-Collection. Im genannten Jahr war sie darüber hinaus Jurymitglied bei der italienischen Ausgabe von X Factor 3 im öffentlich-rechtlichen Fernsehsender Rai Due.

## Privates
Sie lernte Adriano Celentano 1963 während der Dreharbeiten zum Film Ein seltsamer Typ kennen und heiratete ihn ein Jahr später. Eines der drei gemeinsamen Kinder ist die Schauspielerin Rosalinda Celentano (* 1968).

## Diskografie

### Alben
- 1970: Adriano Celentano y Claudia Mori (mit Adriano Celentano)
- 1974: Fuori tempo
- 1976: Come una cenerentola (mit Marcello Mastroianni)
- 1982: Storia d'amore (mit Adriano Celentano) (Kompilation)
- 1984: Claudia canta Adriano
- 1985: Chiudi la porta
- 2009: Claudia! Claudia Mori-Collection

### Singles
- 1964: Non guardarmi / Quello che ti dico
- 1970: Chi non lavora non fa l'amore (mit Adriano Celentano)
- 1970: …E fu subito amore
- 1974: Che scherzo mi fai
- 1975: Buonasera dottore
- 1976: Come una cenerentola (mit Marcello Mastroianni, aus dem Film Der unzähmbare Supertyp)
- 1977: Hei, Hei… …Hei!
- 1979: Pay, pay, pay (mit Adriano Celentano)
- 1982: Non succederà più
- 1983: Il principe
- 1985: Chiudi la porta

## Filmografie (Auswahl)
- 1959: Cerasella
- 1960: Rocco und seine Brüder (Rocco e i suoi fratelli)
- 1962: Sodom und Gomorrha (Sodoma e Gomorra)
- 1962: Erotica (L’amore difficile)
- 1963: Ursus, der Unbesiegbare (Ursus nella terra di fuoco)
- 1963: Ein seltsamer Typ (Uno strano tipo)
- 1964: Der Superraub von Mailand (Super rapina a Milano)
- 1971: Großer, laß die Fetzen fliegen (Er più – Storia d’amore e di coltello)
- 1973: Hilfe, ich bin Spitz…e!  (Rugantino)
- 1973: Der Kleine mit dem großen Tick (L’emigrante)
- 1976: Der unzähmbare Supertyp (Culastrisce nobile veneziano)
- 1979: Blutspur (Bloodline)
- 1980: Mirandolina (La locandiera)
- 1985: Joan Lui (Joan Lui – Ma un giorno nel paese arrivo io di lunedì)